# حشره‌خوارهای گوش‌گرد
حشره‌خوارهای گوش‌گرد (نام علمی: Macroscelides) نام یک سرده از راسته حشره‌خوار جهنده است.